# Ioannis Filimon

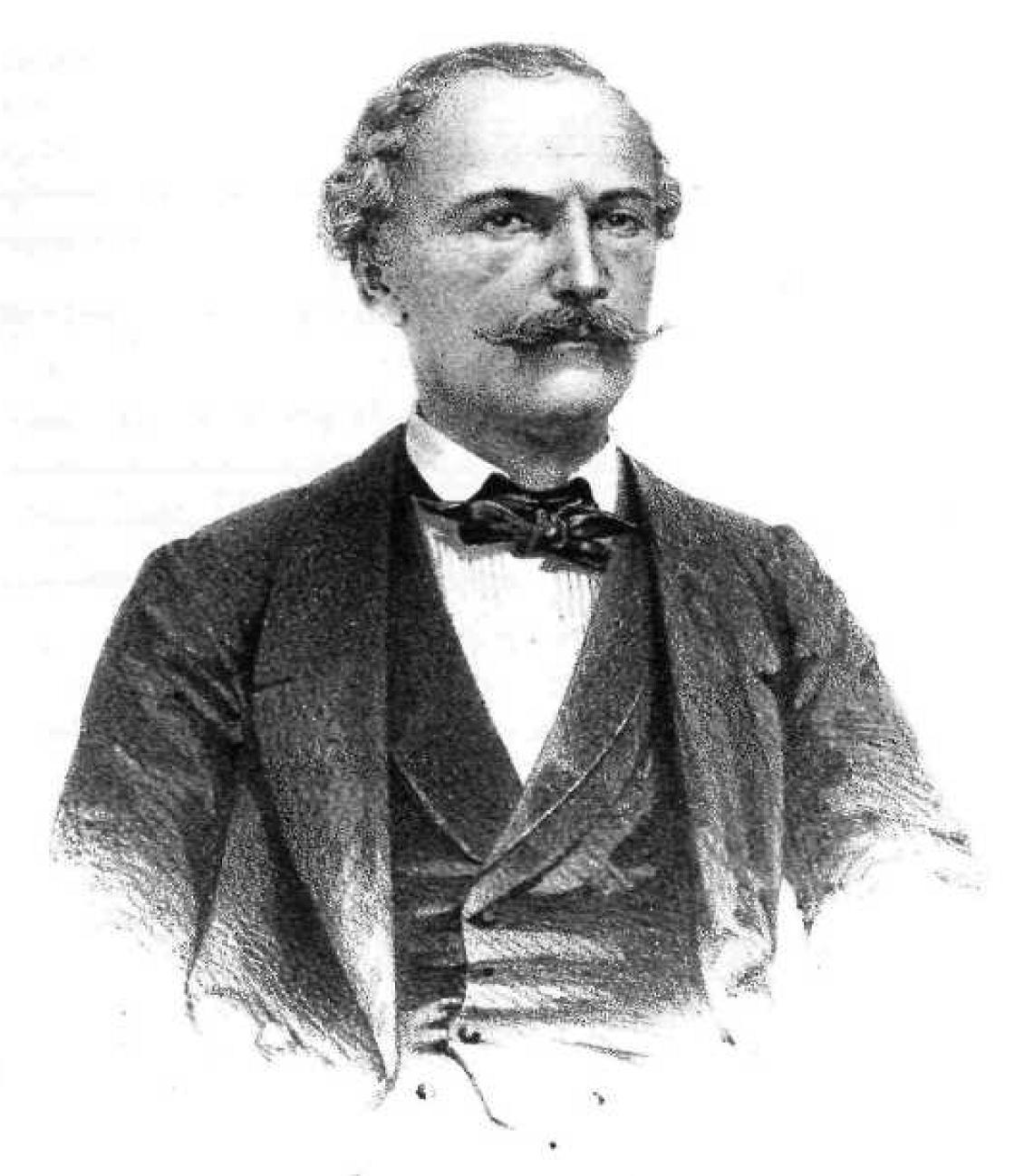
Ioannis Filimon (1863); Werk von Marinos Bretos

Ioannis Filimon (griechisch: Ιωάννης Φιλήμων; * 1798/99 in Konstantinopel; † 1. Januar 1874 in Athen) war ein griechischer Historiker des 19. Jahrhunderts, militanter Journalist und mehr als fünfzehn Jahre lang, von 1838 bis 1854, Herausgeber der Zeitung Aion. Er nahm auch aktiv an der Griechischen Revolution von 1821 teil.
Sein Werk mit dem Titel „Essay über die Geschichte der Filiki Eteria“ wurde erstmals 1834 veröffentlicht, was Filimon zu einem der ersten Historiker des modernen Griechenlands macht. Filimon, der die erste allgemeine Geschichte der Griechischen Revolution schreiben wollte, versuchte, die Geschichte der Filiki Eteria, einer geheimen revolutionären Organisation, aufzudecken, um ihre führende Rolle bei der Konzeption und Verbreitung der Freiheitsidee hervorzuheben und ihre vergessene Verbindung zur Revolution wiederherzustellen. Obwohl es ihm gelang, mehrere Quellen zu sammeln, erklärte Filimon, diese reichten nicht aus, um eine wahre Geschichte der Filiki Eteria zu schreiben. Dennoch war der Essay eine wichtige Informationsquelle für spätere Memoirenschreiber und Historiker der Griechischen Revolution.

## Frühes Leben
Ioannis Filimon wurde 1798 oder 1799 in Konstantinopel geboren. Sein Vater stammte aus Thrakien oder Zypern und war Maler in Konstantinopel. Ioannis Filimon studierte an der Großen Schule der Nation und erlernte Typografie, während er in der Patriarchalischen Druckerei arbeitete und den ersten Band der Arche der griechischen Sprache setzte. Zu dieser Zeit lernte er auch Türkisch.
Einer Überlieferung zufolge fand Filimon, der selbst ein Flüchtlingskind war, im Haus der Familie Ypsilantis in Konstantinopel Unterschlupf. Mit der Hilfe der Familie erlangte der junge Filimon eine hohe Bildung.

## Beteiligung an der Griechischen Revolution
Im Oktober 1821, als er aus Konstantinopel auf der Peloponnes ankam, diente Filimon als Sekretär von Dimitrios Ypsilantis, mit dessen Familie er seit langem verbunden war. Während seiner Zeit in Ypsilantis' Diensten erlebte er die gescheiterte Belagerung von Nafplio (4. Dezember 1821) und die Übergabe von Akrokorinth durch die Türken am 14. Januar 1822. Er erkrankte an Typhus und konnte Ypsilantis 1822 nicht auf seinem Feldzug nach Ostgriechenland begleiten.
Nach seiner Genesung wurde Filimon von Theodoros Negris als Sekretär der Exekutive eingestellt und kopierte die erste Verfassung Griechenlands, die von der Ersten Nationalversammlung verabschiedet worden war. Zwei Monate später reiste er nach Fthiotida, um sich mit Ypsilantis zu treffen. Anschließend kehrten sie gemeinsam nach Tripolis zurück, wo Ypsilantis das Amt des Parlamentspräsidenten übernahm. Während Dramalis Invasion auf der Peloponnes (5. Juli 1822) versorgte er Kolokotronis mit konkreten Informationen über die Streitkräfte der feindlichen Vorhut und über die Festung Larissa in Argos, die leer stand und so von Kolokotronis besetzt werden konnte. Vom 16. bis 19. Juli 1822 schwebte er während der Kämpfe gegen Dramali in Lebensgefahr.
Er arbeitete als Sekretär in der Regierung von Georgios Koundouriotis und im Frühjahr 1825 als Sekretär von Petrobey Mavromichalis. Er kehrte in den Dienst von Dimitrios Ypsilantis zurück und war dort bis 1829 Sekretär seines Stabes.

## Kapodistrianische Zeit
1831 betrafen die Unruhen gegen den griechischen Gouverneur Ioannis Kapodistrias auch Filimon. Zunächst erklärte er, nicht involviert sein zu wollen; bis Anfang 1831 hatte er gute Beziehungen zur Familie Mavromichalis, Kapodistrias’ Feinden, unterhalten. Kanellos Deligiannis schrieb, Filimon sei zunächst bereit gewesen, mit Petrobey Mavromichalis zusammenzuarbeiten, um die Opposition gegen die Osmanen in Mani bestmöglich zu organisieren. Deligiannis zufolge gab Filimon schließlich nach und verriet Mavromichalis, indem er sich weigerte, eine regierungskritische Zeitung herauszugeben. Filimon selbst gab zu, sich dem regierungsfreundlichen Lager angeschlossen und dem Gouverneur einen Bericht über die sich verschlechternde innenpolitische Lage sowie Vorschläge zu deren Lösung vorgelegt zu haben.
Filimons eigentliches Ziel war jedoch Kapodistrias Opposition, die er mit der Veröffentlichung einer regierungsfreundlichen Zeitung angreifen wollte. Filimon stimmte mit Kapodistrias darin überein, dass die landlosen Bürger Griechenlands von der Regierung Land erhalten sollten, damit das parlamentarische Regime reibungslos funktionieren konnte. Es gab jedoch Hindernisse, die diese Entwicklung verzögerten. Insbesondere musste die Grenzziehung des neuen Staates vorangehen, damit diese Ländereien nach einer Bewertung der demografischen Situation an die Landlosen verteilt werden konnten. Darüber hinaus mussten die gegen Kapodistrias’ Regierung erhobenen Vorwürfe umgehend widerlegt werden. Deshalb beschloss Filimon, Augustinos Kapodistrias die Veröffentlichung einer pro-Kapodistrias-Zeitung mit dem Titel „Der Eirinikos“ für Ende März/Anfang April 1831 vorzuschlagen.

## Tod
Filimon litt seit 1870 an einer Halbseitenlähmung und starb am 1. Januar 1874 in Athen. Er wurde am nächsten Tag beerdigt und erhielt die Ehren eines Majors der Königlichen Phalanx.

## Schriften
- Ioannis Filimon, "Essay on the history of Filiki Eteria (Society of Friends)", Nafplio, 1834.
- Ioannis Filimon, "Essay on the history of Filiki Eteria". Institution of the Greek Parliament about the parliamentary system and democracy. Athens, 2021.
- Ioannis Filimon (1859–1860), "Historical essay on the Greek Revolution", 3 volumes (information about the publishing of the volumes varies)
- Ioannis Filimon (1861), "Historical essay on the Greek Revolution", volume 4.
- Ioannis Filimon, Short biography of N. Spyliadis by Ioannis Filimon Nafplio, 1868, published by K Ioannidis

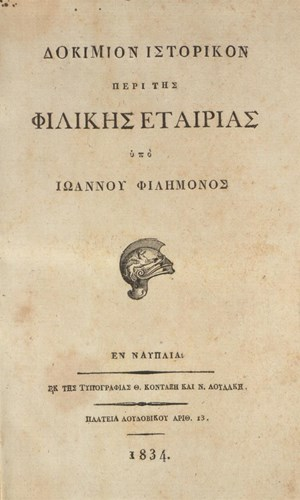
Historischer Essay der Filiki Eteria von Ioannis Filimon (1834).

Im ersten Band des „Historischen Essays über die Griechische Revolution“ beschäftigt sich Filimon erneut mit dem Thema Filiki Eteria. Seit seinem ursprünglichen Essay gelang es ihm durch Nachforschungen und seine vertrauliche Beziehung zu Dimitrios Ypsilantis, einen nicht klassifizierten Teil des Zentralarchivs von Filiki Eteria zu identifizieren. In diesem Band zögert Filimon nicht, seinen Fehler hinsichtlich der abfälligen Urteile über Emmanuel Xanthos in seinem ersten Werk einzugestehen, in dem er ihm vorwarf, Filiki Eterias Geld verschwendet und für Skoufas’ Tod verantwortlich zu sein. Nachdem er Xanthos’ Entschuldigung gelesen hatte, bestätigte er die Wahrheit in einem Artikel in der Zeitung Aion (19. März 1839).
Ioannis Filimon war einer der ersten Historiker, der osmanische Dokumente sammelte und veröffentlichte und erkannte ausdrücklich die Bedeutung türkischer Archive für die Geschichtsschreibung der griechischen Revolution an.